# Nomada xantha
Nomada xantha är en biart som beskrevs av Mitai, Hirashima och Osamu Tadauchi 2007. Nomada xantha ingår i släktet gökbin, och familjen långtungebin. Inga underarter finns listade i Catalogue of Life.